# مجيد بحبودوف
مجيد بحبودعلي أغلو بحبودوف (بالأذرية: Məcid Behbudov) - هو مطرب - مغني أذربيجاني الشعبي، ممثل مدرسة المقام في قاراباغ. والد لفنان الشعب لجمهورية أذربيجان اشتراكية سوفيتية رشيد بهبودوف.

## حياته
ولد مجيد بحبودوف في 1873 بمدينة شوشا. لفترة من الوقت كان أُغنى مجيد في المساجد وفي وحفلات الزفاف الخاص كمطرب.
في البداية كان أُغنى في قاراباغ وكنجه، كما عاش وعمل في تبليسي.
مجيد بحبودوف كان مؤدًا مشهورًا لمثل هذه المقامات مثل «مقام سيكا ميرزى حسين»،"جهاركاه"، «شوشتار».
تم تذكر بحبودوف كمؤد للأدوار في الأوبرا والأوبريت لعزير حجيباييوف وكما في الأوبرا «سيفال مولك» لمشادي جميل اميروف. كما سافر مجيد بحبودوف في جولة في إيران أيضا.
معظم من حياته عاش بحبودوف في جورجيا. أواخر من حياته عاش في مدينة قزاخ لأذربيجان حيث كان يعمل في بيت الثقافة، وربيت أغلبية من المطربين.
توفي مجيد بحبودوفي 6 سبتمبر عام 1945 في مدينة قزاخ.

## وصلات خارجية
https://www.youtube.com/watch?v=hwSn_zl4ZZI